# Berettyóújfalui kistérség
A Berettyóújfalui kistérség kistérség Hajdú-Bihar megyében, központja Berettyóújfalu.

## Települései
| Ártánd         | Bakonszeg      | Bedő           | Berekböszörmény | Berettyóújfalu |
| Biharkeresztes | Bojt           | Csökmő         | Darvas          | Esztár         |
| Furta          | Gáborján       | Hencida        | Kismarja        | Komádi         |
| Körösszakál    | Körösszegapáti | Magyarhomorog  | Mezőpeterd      | Mezősas        |
| Nagykereki     | Pocsaj         | Szentpéterszeg | Tépe            | Told           |
| Újiráz         | Váncsod        | Vekerd         | Zsáka           |                |

## Lakónépesség alakulása
| Település       | Lélekszám (2009) |
| --------------- | ---------------- |
| Berettyóújfalu  | 15 427           |
| Komádi          | 5 407            |
| Biharkeresztes  | 3 819            |
| Pocsaj          | 2 588            |
| Csökmő          | 1 885            |
| Berekböszörmény | 1 707            |
| Zsáka           | 1 622            |
| Esztár          | 1 351            |
| Hencida         | 1 280            |
| Váncsod         | 1 241            |
| Kismarja        | 1 239            |
| Nagykereki      | 1 185            |
| Bakonszeg       | 1 176            |
| Furta           | 1 151            |
| Tépe            | 1 116            |

| Település      | Lélekszám (2009) |
| -------------- | ---------------- |
| Szentpéterszeg | 1 111            |
| Gáborján       | 898              |
| Körösszegapáti | 862              |
| Magyarhomorog  | 861              |
| Körösszakál    | 828              |
| Mezősas        | 635              |
| Darvas         | 574              |
| Újiráz         | 543              |
| Ártánd         | 506              |
| Bojt           | 501              |
| Mezőpeterd     | 500              |
| Told           | 312              |
| Bedő           | 252              |
| Vekerd         | 119              |
| Összesen       | 50 696           |